# Dancing the Dream
Dancing the Dream est un recueil de poèmes et de réflexions écrit par l'artiste américain Michael Jackson. Il a été publié par la maison d'édition Doubleday le 18 juin 1992, sept mois après la sortie de l'album Dangerous. Le livre est édité en anglais. Une édition en allemand a également été publiée.
Dancing the Dream fait suite à l'autobiographie Moonwalk publiée en 1988. Le livre est dédié à la mère de Michael, Katherine, et à l'écrivain et médecin Deepak Chopra. Son avant-propos (qui sera réutilisée dans le livret de l'album History en 1995) a été écrit par l'amie de longue date du chanteur, l'actrice Elizabeth Taylor. 
Dancing the Dream a été réédité, avec une couverture différente, par l'éditeur britannique Transworld le 27 juillet 2009 à la suite de la mort de Michael Jackson.

## Contenu
Le volume se compose de 46 morceaux de poésie et d'essais. Les sujets sur lesquels Michael Jackson a écrit sont principalement les enfants, les animaux et l'environnement. Dans So the Elephants March, il est question d'éléphants qui refusent d'être tués pour que des morceaux d'ivoire soient fabriqués à partir de leurs défenses. Dans Mother Earth, Michael Jackson écrit : « Nous avons traité la Mère Terre comme certaines personnes traitent un appartement en location. S'en débarrasser et déménager. ».
Affecté par la mort de Ryan White, un jeune homme mort en 1990 du sida, un poème éponyme lui est dédié. Dedans, Michael Jackson pense que l'adolescent a aussi souffert par ignorance générale de la maladie. Le poème Mother est quant à lui une déclaration d'amour de Michael pour sa maman Katherine (extrait : « No matter where I go from here / You're in my heart, mother dear »). Ce poème avait déjà été publié par celle-ci dans son autobiographie de 1990 My Family. Les paroles des chansons Will You Be There et Heal the World (extraites de l'album Dangerous) ont été intégrées dans le livre. Les poèmes Dancing the Dream et Planet Earth figurent dans le livret de l'album Dangerous. Une version parlée du poème Planet Earth figure également sur l'album This Is It (2009).
Le livre contient également un assortiment d'environ 100 photographies de l'artiste. Certaines d'entre elles avaient déjà été publiées auparavant. En outre, le volume comprend des photographies converties à partir d'images de clips musicaux de Jackson comme Black or White ou Remember the Time. Michael Jackson a commandé les illustrations de Dancing the Dream à Nate Giorgio et David Nordahl, qu'il a rencontrés dans les années 1980 et avec lesquels il a ensuite développé une relation professionnelle.

### Titres des poèmes et essais
| Dancing the Dream         | Planet Earth             | Magical Child Part 1   | Wings Without Me      |
| Dance of Life             | When Babies Smile        | But the Heart Said No  | Children of the World |
| So the Elephants March    | The Boy and the Pillow   | Enough for Today       | Mark of the Ancients  |
| Heal the World            | Children                 | Mother                 | Magic                 |
| The Fish That Was Thirsty | Innocence                | Trust                  | Courage               |
| Love                      | God                      | How I Make Music       | Ryan White            |
| The Elusive Shadow        | On Children of the World | Two Birds              | The Last Tear         |
| Ecstasy                   | Berlin 1989              | Mother Earth           | Wise Little Girl      |
| I You We                  | Angel of Light           | I Searched for My Star | A Child Is a Song     |
| Child of Innocence        | Will You Be There        | Magical Child Part 2   | Are You Listening?    |
| Breaking Free             | Once We Were There       | Heaven Is Here         | Quantum Leap          |
| That One in the Mirror    | Look Again, Baby Seal    |                        |                       |

## Accueil
Avant sa publication, Dancing the Dream a été salué par les éditeurs comme un livre qui « nous plongerait profondément dans le cœur et l'âme de Jackson [...] un volume inspirant et passionné d'une humanité sans précédent ». Dans sa seule interview pour promouvoir l'ouvrage, Michael Jackson a décrit le livre comme étant « juste une expression verbale de ce que j'exprime habituellement à travers ma musique et ma danse ».
À sa sortie, contrairement à Moonwalk, Dancing the Dream ne fut pas un succès d'édition. Un représentant de Doubleday (Marly Rusoff) a révélé en mars 1993 que la société avait expédié 133 000 exemplaires du livre pour environ 80 000 retours et 3 000 réapprovisionnements. Ainsi, les ventes étaient inférieurs d'environ 60% par rapport aux prévisions établies. Rusoff a déclaré que la performance commerciale de Dancing the Dream était faible à cause du manque de promotion du livre et de l'artiste aux États-Unis. Il déclara : « Les critiques - et il y en avait quelques-unes - étaient plutôt décourageantes. Il [Michael Jackson] a fait une tournée en Europe et l'édition britannique s'est plutôt bien comportée. Ce genre de livre dépend de la visibilité des célébrités ».
De par sa forme et son contenu, Dancing the Dream est un livre qui s'adresse davantage aux fans de l'artiste, ce qui explique en partie ses ventes en deçà des prévisions. Suzanne Mantell, de Publishers Weekly, a estimé que Dancing the Dream n'a pas créé le « buzz important qui donne une vie à un livre et le sauve de l'oubli culturel [...]". Jackson peut attirer un public de 65 millions de personnes lorsqu'il apparaît avec Oprah, mais les libraires s'accordent à dire que les acheteurs de livres s'en moquent et que ce livre n'est pas un succès ».
En 1995, Michael Jackson a déclaré : « J'ai écrit un livre intitulé Dancing the Dream. C'était plus autobiographique que Moonwalk, ce que j'ai fait avec Mme Onassis. Ce n'était pas plein de ragots et de scandales et toutes ces bêtises que les gens écrivent, donc je ne pense pas que les gens y ont prêté beaucoup d’attention, mais cela venait de mon cœur. C'était des essais, des pensées et des choses auxquelles j’ai pensé pendant ma tournée ».